# Sigfrid Svensson (silhuettklippare)
Karl Otto Sigfrid Svensson, född 23 december 1880 i Höör i Malmöhus län, död där 7 juli 1968, var en svensk vagnmakare och silhuettklippare.
Han var son till vagnmakaren Oscar Svensson och Mathilda Danielsson och från 1912 gift med småskolläraren Elsa Hammarstrand. Vid sidan av sin verksamhet som vagnmakare klippte Svensson silhuettbilder varav Kulturhistoriska museet i Lund förvärvade en serie klipp med olika vagnstyper som har både ett konstnärligt och hantverkshistoriskt intresse. 